# Wacław Kozubski
Wacław Kozubski, ps. „Uścik” (ur. 30 sierpnia 1913 w Kędzierzynie, zm. 1993) – polski prawnik i działacz społeczny, poseł na Sejm PRL IV (1965–1969), V (1969–1972) i VI (1972–1976) kadencji.

## Życiorys
Syn Stanisława i Marii. Ukończył studia na Wydziale Prawno-Ekonomicznym Uniwersytetu Poznańskiego. W czasie studiów należał do Związku Polskiej Młodzieży Demokratycznej. Pracował w Związku Powiatów Województwa Poznańskiego. W 1939 jako podporucznik 57 Pułku Piechoty walczył w wojnie obronnej Polski. Podczas II wojny światowej organizował tajne nauczanie w Małopolsce. W 1944 wziął udział w powstaniu warszawskim jako żołnierz Armii Krajowej. W latach 1944–1945 przebywał w obozie koncentracyjnym w Neuengamme. 
Po zakończeniu wojny pracował w Szczecinie, a następnie osiadł w Sosnowcu, gdzie odbył aplikanturę i złożył w 1951 egzamin notarialny. W 1950 wstąpił do Stronnictwa Demokratycznego, z ramienia którego od 1953 zasiadał w Miejskiej Radzie Narodowej Sosnowca (jako przewodniczący Komisji Drobnej Wytwórczości). W latach 50. pracował w spółdzielczości, później był m.in. wicedyrektorem Izby Rzemieślniczej w Katowicach (1957–1962). Sprawował mandat członka Wojewódzkiej Rady Narodowej (był przewodniczącym Komisji Handlu i Drobnej Wytwórczości). Działał też we Froncie Jedności Narodu (w 1963 został wiceprzewodniczącym Wojewódzkiego Komitetu) i Towarzystwie Przyjaźni Polsko-Radzieckiej (w 1964 objął funkcję wiceprzewodniczącego Zarządu Wojewódzkiego). 
W 1965 uzyskał nominację na posła do Sejmu PRL IV kadencji w okręgu Bytom. Był wiceprzewodniczącym Komisji Przemysłu Lekkiego, Rzemiosła i Spółdzielczości Pracy. Wybierany ponownie w latach 1969 i 1972 z tego samego okręgu pracował w tych samych Komisjach. Pełnił liczne funkcje w SD, dochodząc do stanowiska członka Centralnego Komitetu, w którym zasiadał od lutego 1969 do lutego 1976.

## Odznaczenia
- Order Sztandaru Pracy II klasy
- Krzyż Kawalerski Orderu Odrodzenia Polski
- Złoty Krzyż Zasługi
- Odznaka 1000-lecia Państwa Polskiego
- Brązowy Medal „Za zasługi dla obronności kraju”
- Złota Odznaka „Zasłużony dla rozwoju województwa katowickiego”[1]